# 2021年北愛爾蘭騷亂
2021年3月30日，北愛爾蘭的阿爾斯特忠誠主義地區發生了一系列騷亂和暴力示威，示威地點主要發生在德里的水邊。在德里發生了四個晚上的騷亂之後，於4月2日蔓延到貝爾法斯特南部，在那裡，阿爾斯特忠誠主義發起的抗議演變成一場涉及鐵棍、磚塊、磚石和汽油彈的暴力示威。此後，內亂於4月3日蔓延到紐敦阿比，那裡的汽車被劫持和燒毀，並且示威者還對警察使用了汽油彈。4月7日晚，北爱尔兰首府贝尔法斯特再次发生骚乱。示威者向一辆正在行驶的公交车纵火，並朝警察投擲石块和汽油弹，导致7名警察受伤。此外示威者還與愛爾蘭人對峙，雙方互相投擲汽油彈。截至4月8日，騷亂導致至少50名警察受伤。10人被捕。
騷亂的主要成因為親英派青年不滿英國脫歐協議以及北爱尔兰政府宣布不起诉違反2019冠狀病毒病防疫規定的新芬党领导人。

## 背景

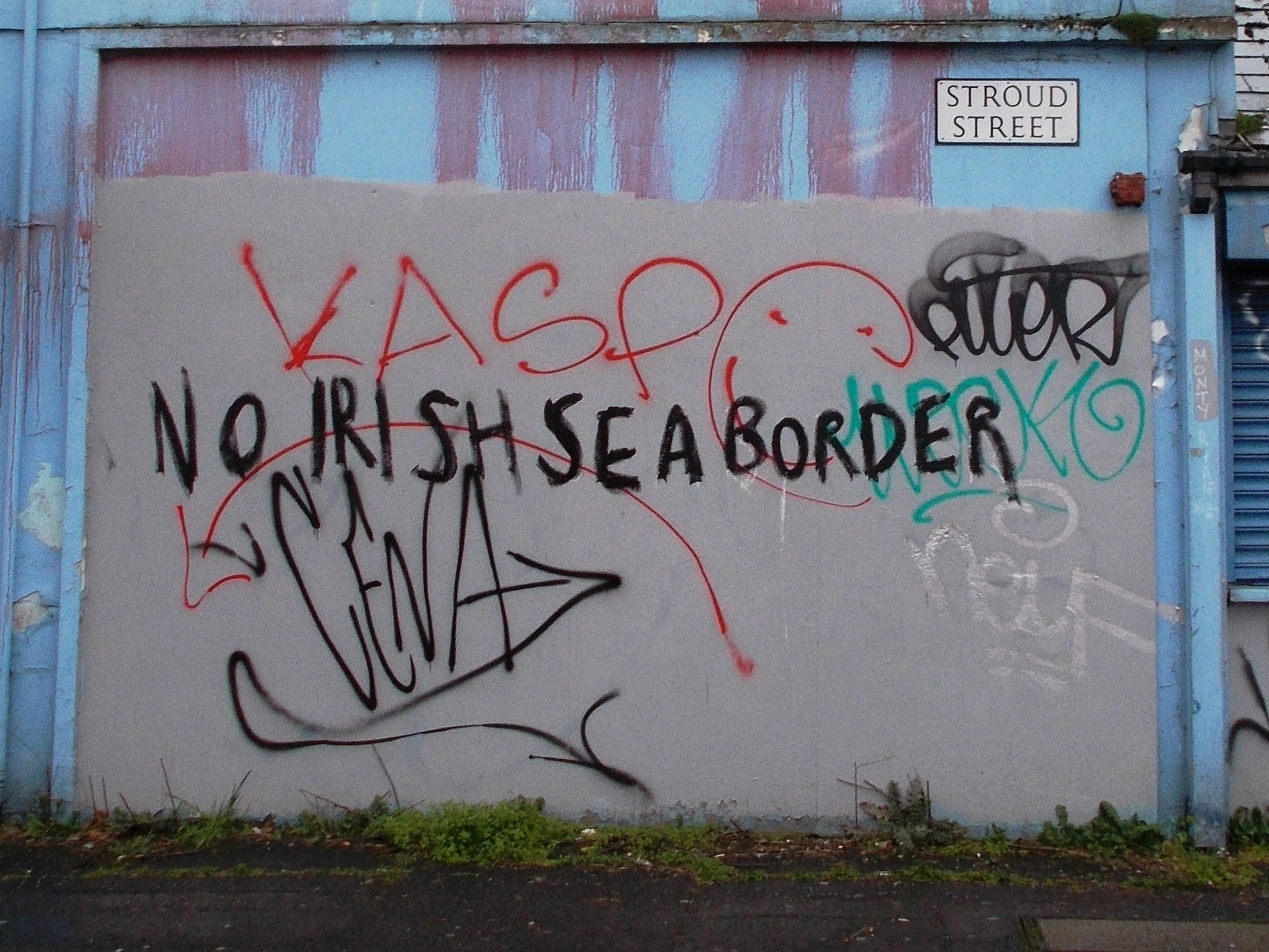
贝尔法斯特街头反对爱尔兰海边界的涂鸦，摄于2021年2月

### 爱尔兰海边界
北爱尔兰忠诚派和联合派认为英国脱欧的贸易安排设立了屏障，将北爱尔兰和英国其他地区分隔外。代表阿尔斯特志愿军和阿尔斯特防卫协会等准军事组织的忠诚派社群理事会宣布停止支持结束北爱尔兰问题的《贝尔法斯特协议》，直至爱尔兰海边界被拆除。之后，拉恩一位码头工人收到匿名忠诚派准军事组织的死亡威胁，被迫带上家人离开。

### 新芬党的葬礼
事发前几周，当局宣布不起诉24名出席党内情报部长鲍比·斯托雷葬礼，吸引约2000人违反防疫规定到场观看的24名新芬黨党员。事后，北爱尔兰首席部长阿琳·福斯特等联合派主要人物要求北爱尔兰警察局局长西蒙·伯恩辞职，认为他已经失去社区信任。福斯特在推特表示：“民众普遍对警务工作失去信心，后果会马上出现。”

### 社会问题
另外北爱尔兰警察局多次从阿尔斯特防卫协会旗下的UDA東南安特里姆旅中搜获非法毒品，极大程度上损坏警队形象。
青年工作者也认为青年会在疫情期间关闭，也是问题的根源之一。

## 骚乱过程

### 德里水边
骚乱率先在联合派大本营Tullyalley庄园爆发。当地的骚乱者和罗斯敦道/林肯法院（Rossdowny Road / Lincoln Court）地区的联合派主要使用汽油弹和砖头发动攻击。纳尔逊大道（Nelson Drive）一家疗养院遭到袭击，给里面的居民带来“巨大的恐惧和不安”有挖掘机的托盘被放下。
当晚有12名警察受伤。
4月5日，20名年轻的滋事份子在斯珀林公园（Sperrin Park）焚烧汽车。

### 纽敦阿比
4月3日晚，忠诚派所在的纽敦阿比奥尼尔路/多阿路（O'Neill Road / Doagh Road）地区爆发扰乱。警方称遭到30枚汽油弹袭击，3辆汽车遭到挟持放火。次日爆发小规模骚乱，规模较前夜小。

### 卡里克弗格斯
4月4日晚，阿尔斯特忠诚派在卡里克弗格斯北路（North Road）地区聚集，放火焚烧垃圾箱，将其推倒在地。警方到场后，骚乱者出动砖块和汽油弹对抗，将对方逼出卡里克弗格斯庄园。
4月5日，一群年轻人在北路地区聚集，在路中央放火。目击者称有零星的汽油弹飞向警方方向。
4月7日，樱桃步道（Cherry Walk）和格伦菲尔德步道（Glenfield Walk）有民居玻璃被砸，居民迅速逃离，松林大道（Pinewood Avenue）一名养老金领取者的家被攻击。被针对的目标被指与当局勾结。阿尔斯特志愿军称一场“21世纪的种族清洗”正在进行，下令驱逐住在一处房屋的所有天主教家庭。

### 非法游行
4月5日，忠诚派在波塔当、巴利米納和马特希尔等地举行非法游行，部分参加者佩戴口罩。当地警方正调查这些未告知游行委员会的游行。

### 贝尔法斯特

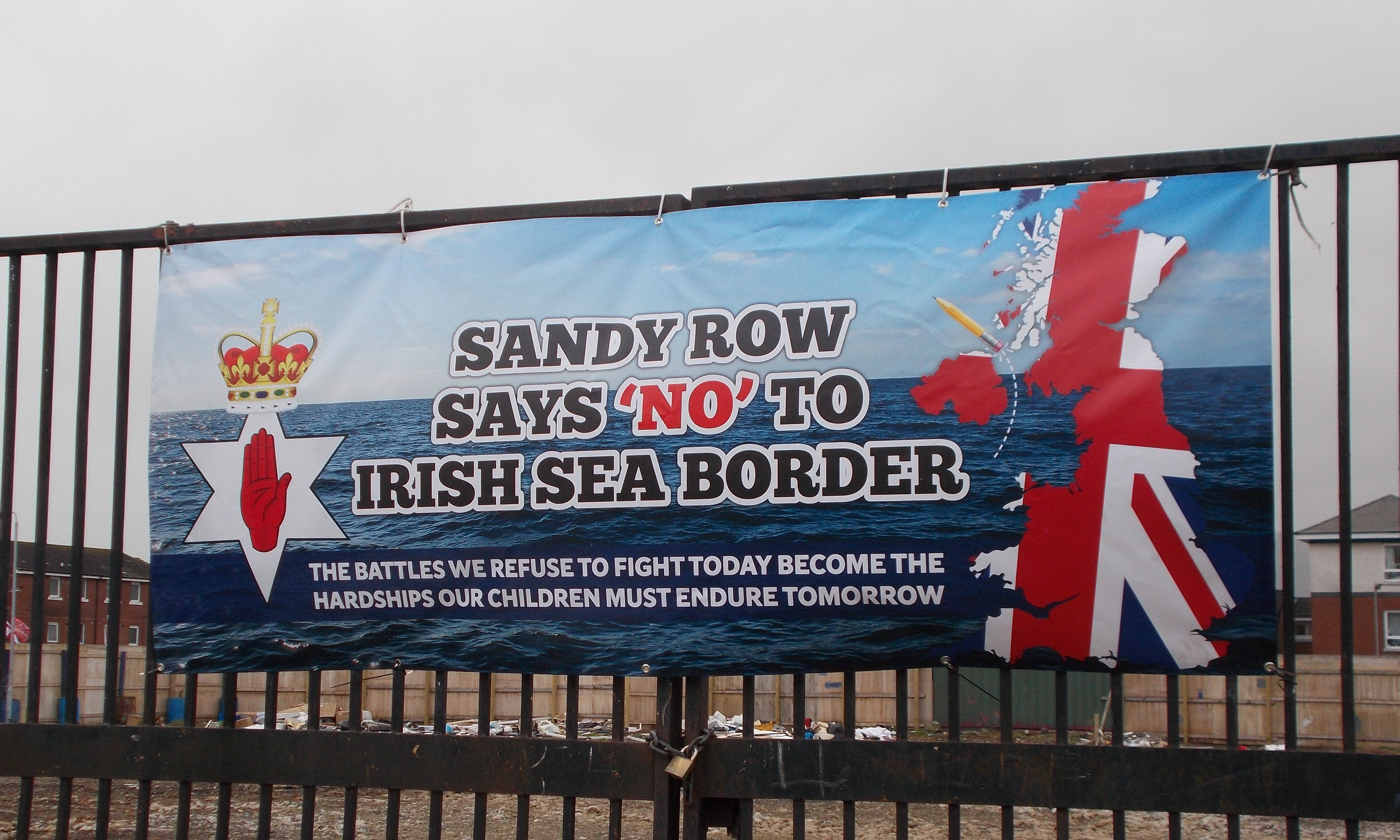
桑迪街街头的横幅，摄于2021年3月

4月2日，贝尔法斯特南部桑迪街地区爆发骚乱。抗议活动过后，忠诚派示威者与警方爆发冲突，投掷玻璃瓶、砖块、汽油弹和焰火。8名示威者被捕，包括一名13岁的男孩，被捕者年龄为13岁至25岁。
4月7日，忠诚派青年在贝尔法斯特拉纳克路（Lanark Way）和香吉路交汇处胁持一辆公交车并纵火。《贝尔法斯特电讯报》一名摄影师被袭击，相机被毁。和平分界线两旁的示威者互相投掷汽油弹。
4月8日，贝尔法斯特西部再度有示威者聚集，在民族主义地区春田路附近向警方投掷砖块、汽油弹等物品。警方6年来首次在当地以水炮回应。19名警察和1头警犬受伤 。
4月9日，骚乱最后一天，忠诚派领袖敦促社群停止一切示威活动，尊重当天病故的爱丁堡公爵菲利普亲王。然而贝尔法斯特北部虎湾地区再度有警民冲突，警方遭遇石头和玻璃瓶攻击，一辆汽车被纵火。警方确认有14名警员受伤。在科尔雷因，部分蒙面青少年设置纵火路障，向警方投掷汽油弹。

## 后续

### 警方
德里市和斯特拉班地区总指挥官、总警司达林·琼斯（Darrin Jones）谴责暴动行径，指“完全不可接受”。他在声明中表示：
对于我们这个社会最弱势的一群人来说，养老院应该是避风港。我想亲自对昨天参与骚乱的人士说，如果你的祖父母住在这间养老院，成为这次暴力行动的目标，你会怎么想？德里/伦敦德里地区的骚乱已经连续发生五个夜晚了，情况完全不可接受。很明显，我们都想对参与人士说这样的行为无法容忍。德里/伦敦德里地区的人民理应安全地留在家中，走在街上也不至于感到害怕。我想对那些在社区中有影响的人们——不管是父母、监护人、社区代表还是民选代表说——请利用你的影响力，防止年轻人被卷入犯罪行为，让他们确保人声安全，远离一切危险。
4月2日，贝尔法斯特地区总警司西蒙·瓦尔斯（Simon Walls）指当地的抗议活动迅速演变成针对警方的袭击。次日，他称看到13、14岁的儿童被捕，今天早上关在监护套房，面临调查和可能的罪名，“觉得痛心”。他恳求有影响力的人士阻止有暴力意向的人士，和平地解决紧张局面及争端。
总警司大卫·贝克（Davy Beck）于4月5日下午指警方已准备好应付升级的暴动行为，但也敦促社区领袖防止克劳弗恩和纽敦阿比/卡里克弗格斯地区连续三个晚上出现暴动。他认为有一小撮感到不满的犯罪分子鼓动年轻人参与骚乱。
助理首席警官乔纳森·罗伯茨（Jonathan Roberts）称4月7日的暴力事件是北爱尔兰多年来最严重的骚乱。

### 地方官员
斯托蒙特司法部长兼联盟党党魁内奥米·郎认为政治领袖的言辞带来骚乱的严重后果，表示扰乱对谁都没有好，不管是上前线应对的警察，还是大多数赌上未来参与其中的年轻人。他呼吁领导人必须作出“负责任的表现，在最近几天降低煽动性言论”。
首席部长阿琳·福斯特批评示威者，呼吁年轻人“不要加入骚乱”，指暴力行为无助于局面改善，呼吁父母尽量管好孩子。
新芬党方面，议员保罗·马斯基认为年轻人“被不法分子利用”，认为民主统一党是局面紧张的罪魁祸首。北爱尔兰立法议会议员格里·凯利是警务委员会委员，他指责联合派领袖煽动暴力，尤其是民主统一党。北爱议员约翰·奥多德谴责波顿镇的非法集会，认为活动由一群蒙面份子煽动当地社区挑起。阿爾斯特統一黨北爱议员道格·比蒂认为大家都负有责任。
德里市和斯特拉班区议会民主统一党籍议员认为，这次暴动看起来很让人压抑：“我在水边与年轻人一起工作了很多年。我从未见过像这样的愤怒”。
4月8日，北爱尔兰教育部长彼得·威尔宣布重新开放局势紧张地区的青年设施，防止年轻人陷入麻烦。这些机构在疫情封城期间被关闭。

## 各界反应
爱尔兰总理邁克·馬丁、英国首相鲍里斯·约翰逊和美国总统乔·拜登谴责暴力行为，表达对当地局势的关注，呼吁各方冷静。
欧洲联盟暂停对英国的法律行为。此前，英国单方面扩大大不列颠地区进入北爱尔兰地区货物的检查豁免范围。
与民主统一党关系密切的南贝尔法斯特阿尔斯特政治研究小组是首个于4月8日呼吁结束骚乱的忠诚派团体。团体指“最近的乱局完全偏偏离引起我们社区沮丧和不满的原始问题，政治手段比街头暴力更适合解决问题。”忠诚派社区理事会4月9日发表声明，指未有证据显示下辖组织直接或间接参与近日的暴力行动。他们呼吁外界应和平地对忠诚派社群采取行动，也希望政府出面斡旋新协议，确保北爱尔兰与英国其他地区，以及爱尔兰岛内部没有硬边界。
鉴于前几周有巴士被纵火，北爱尔兰交通公司宣布于4月12日起作预防性改道。

## 另見
- 北爱尔兰问题
- 北爱尔兰旗幟问题